# Ośrodek Dydaktyczno-Muzealny Poleskiego Parku Narodowego w Starym Załuczu
Ośrodek Dydaktyczno-Muzealny Poleskiego Parku Narodowego (inna nazwa: Muzeum Poleskiego Parku Narodowego) – ośrodek edukacyjny i muzeum przyrodnicze zlokalizowane w Starym Załuczu. Gromadzi zbiory związane z Polesiem Zachodnim, w szczególności z Poleskim Parkiem Narodowym. Ośrodek funkcjonuje od 1993.

## Ekspozycja
Ekspozycja muzealna w budynku głównym składa się z 5 działów:
- geograficznego,
- akwarystycznego,
- historycznego,
- etnograficznego,
- przyrodniczego.

Ponadto na terenie ośrodka znajduje się wiata wystawiennicza, w której prezentowane są duże eksponaty etnograficzne.
Wstęp na ekspozycję odbywa się w godzinach pracy placówki. Nie jest wymagana obecność przewodnika.

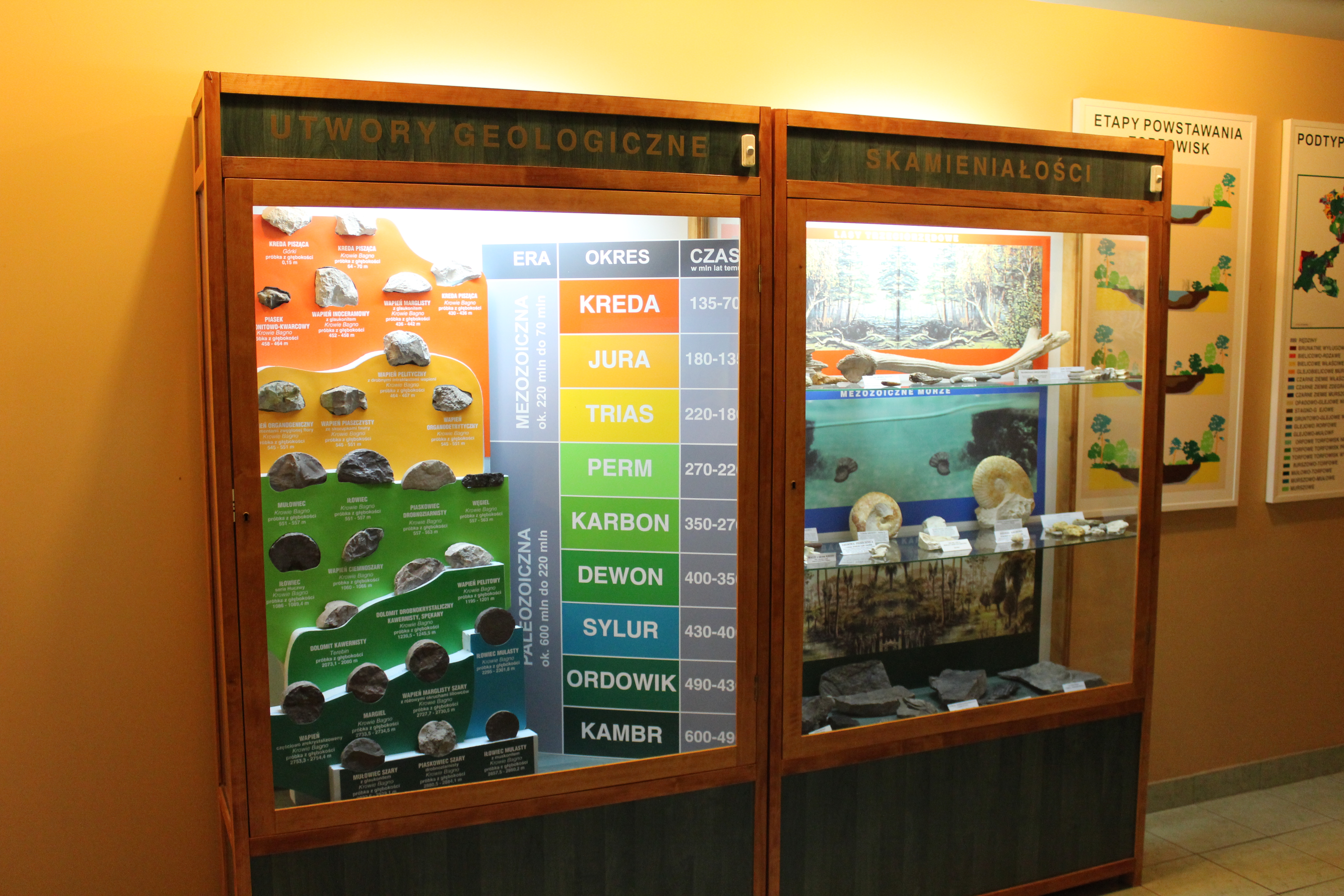
Sala 1 geograficzna i akwarystyczna (geologia)
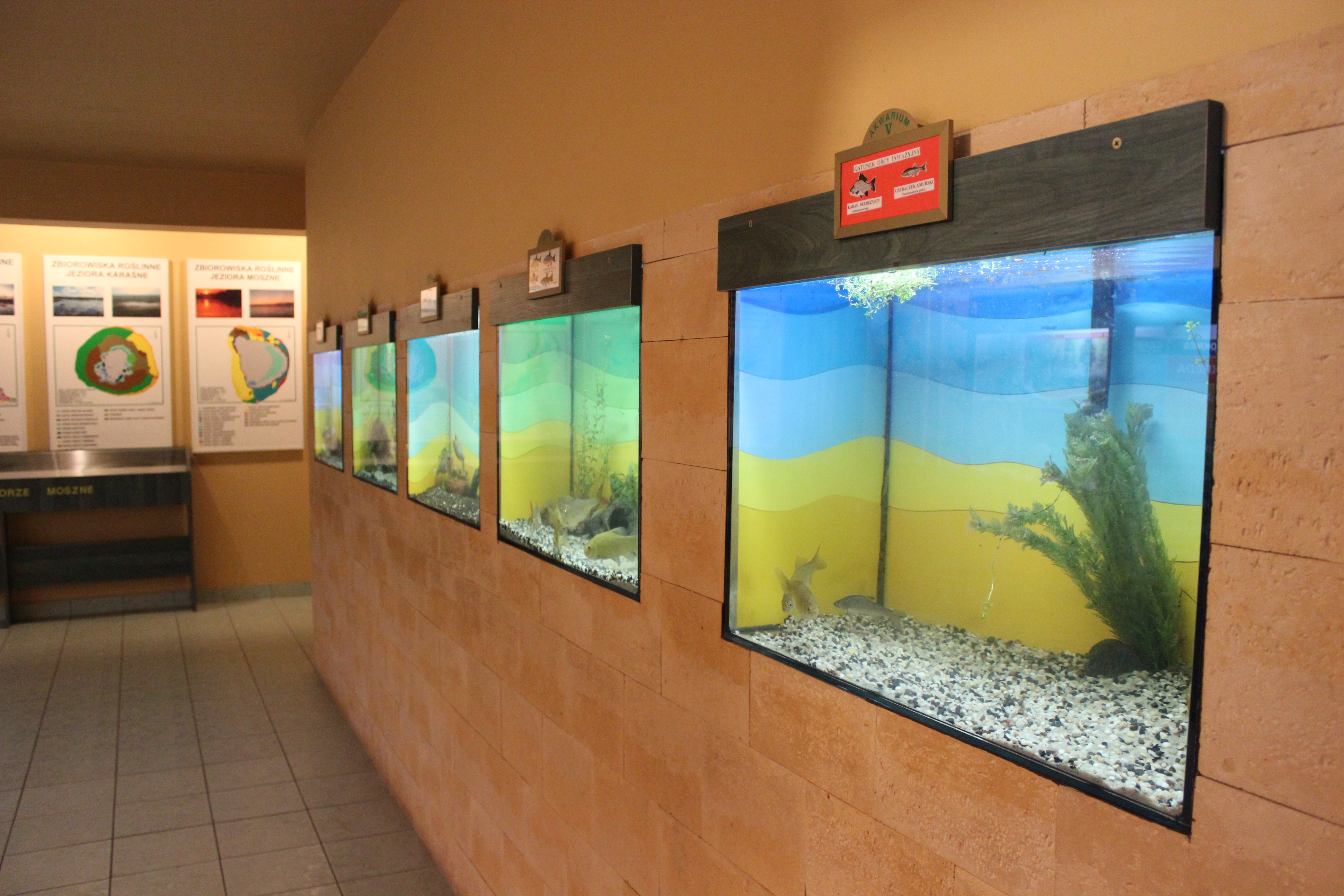
Sala 1 geograficzna i akwarystyczna (akwaria)
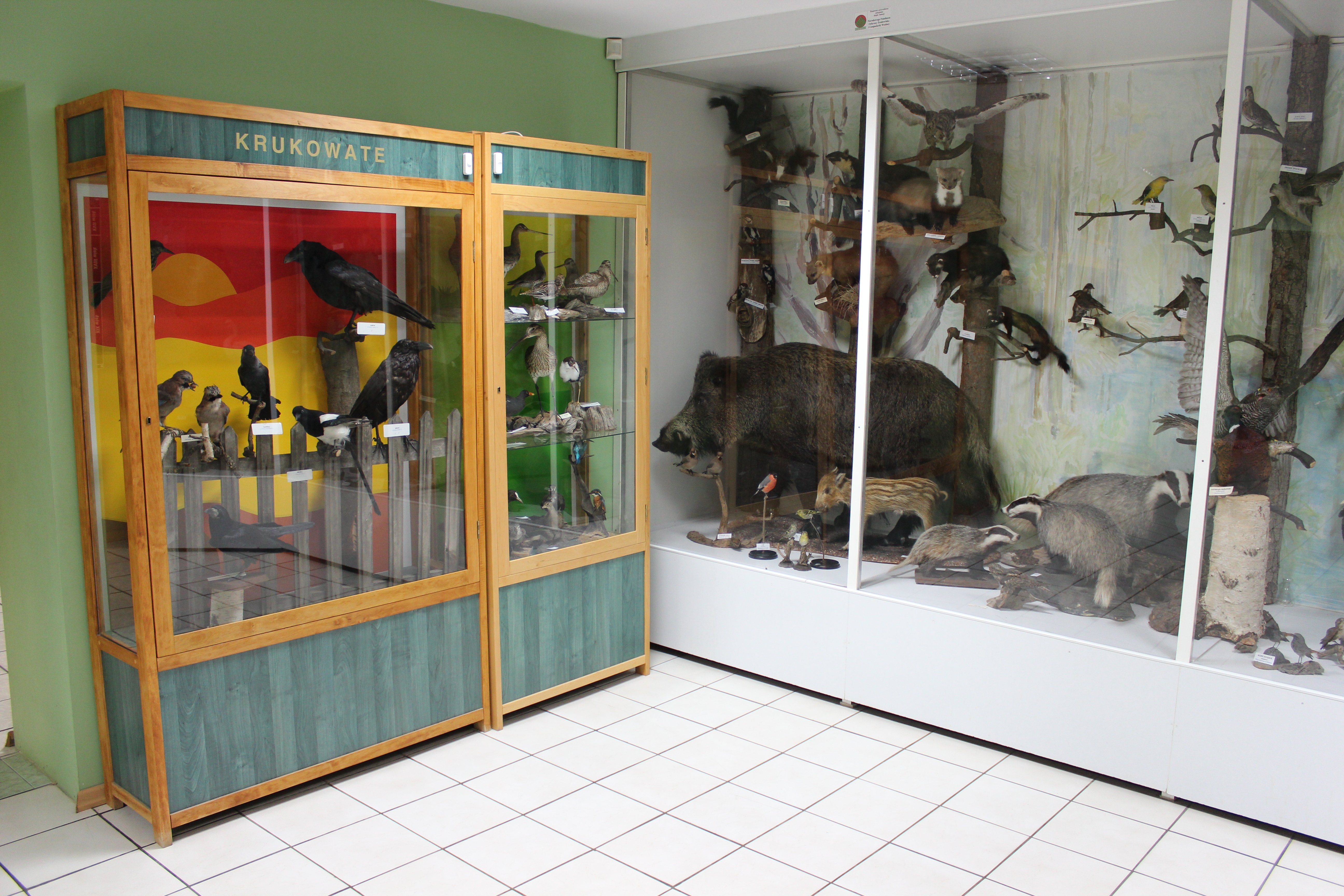
Sala 4 przyrodnicza (kręgowce)
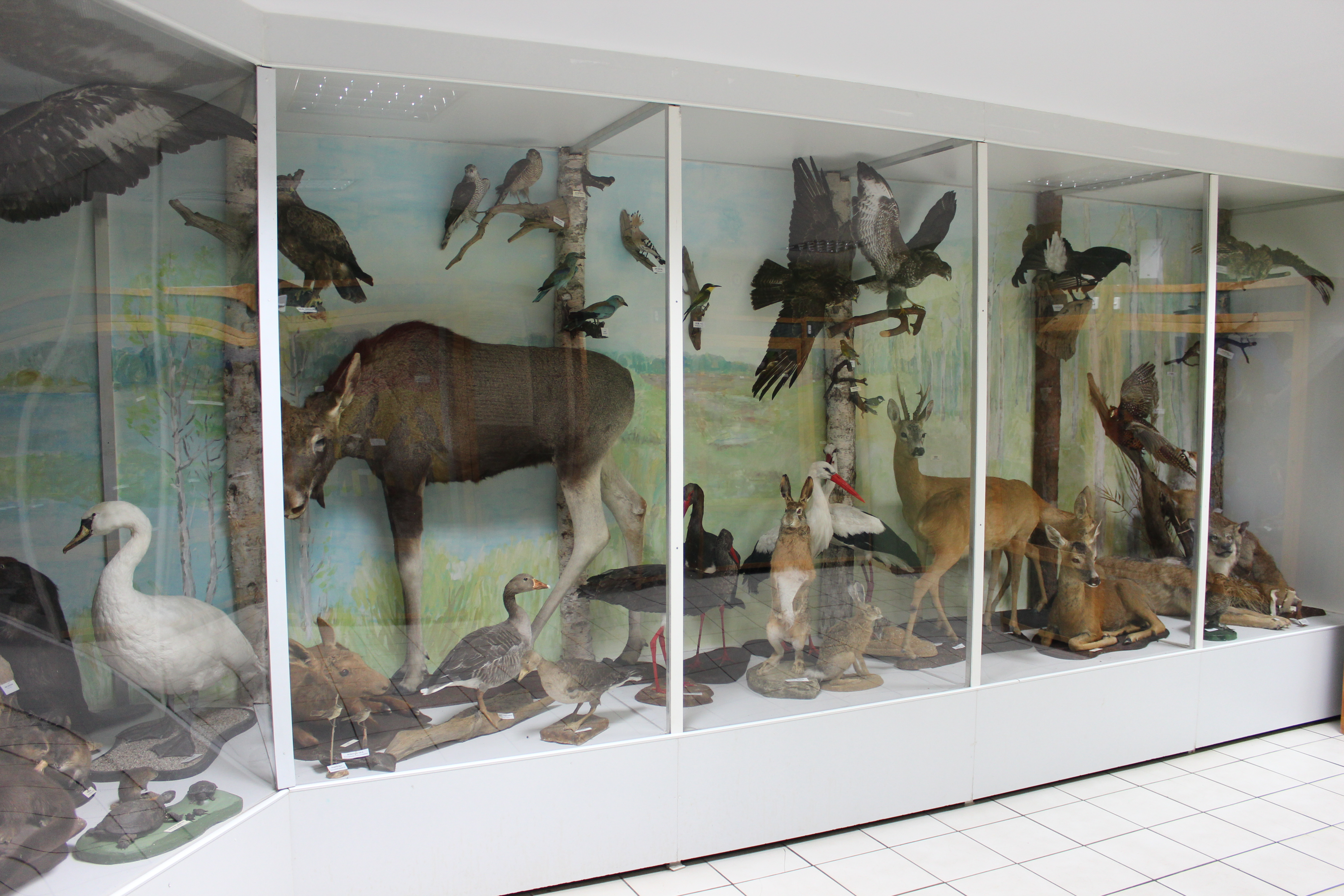
Sala 4 przyrodnicza (kręgowce)
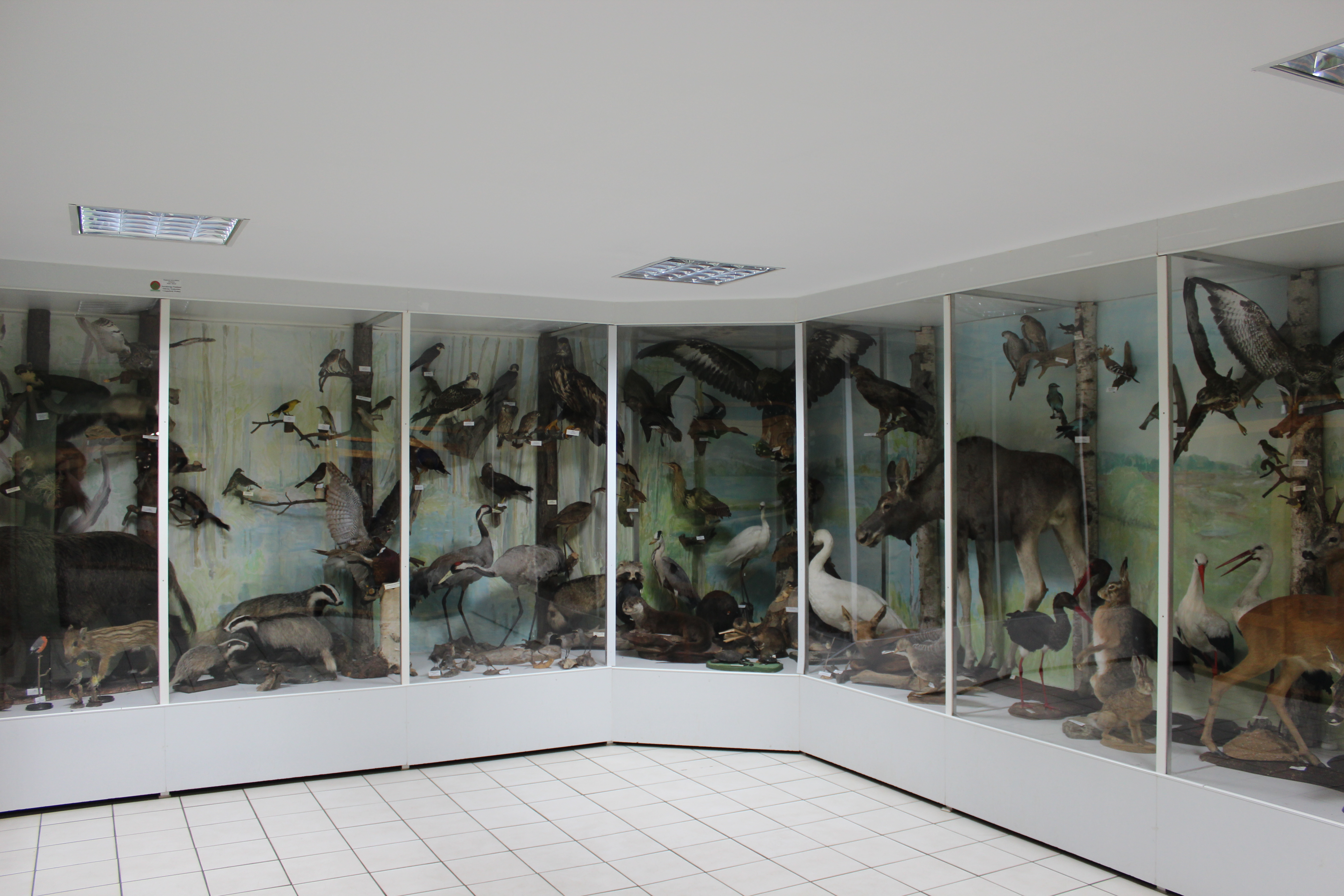
Sala 4 przyrodnicza (kręgowce)
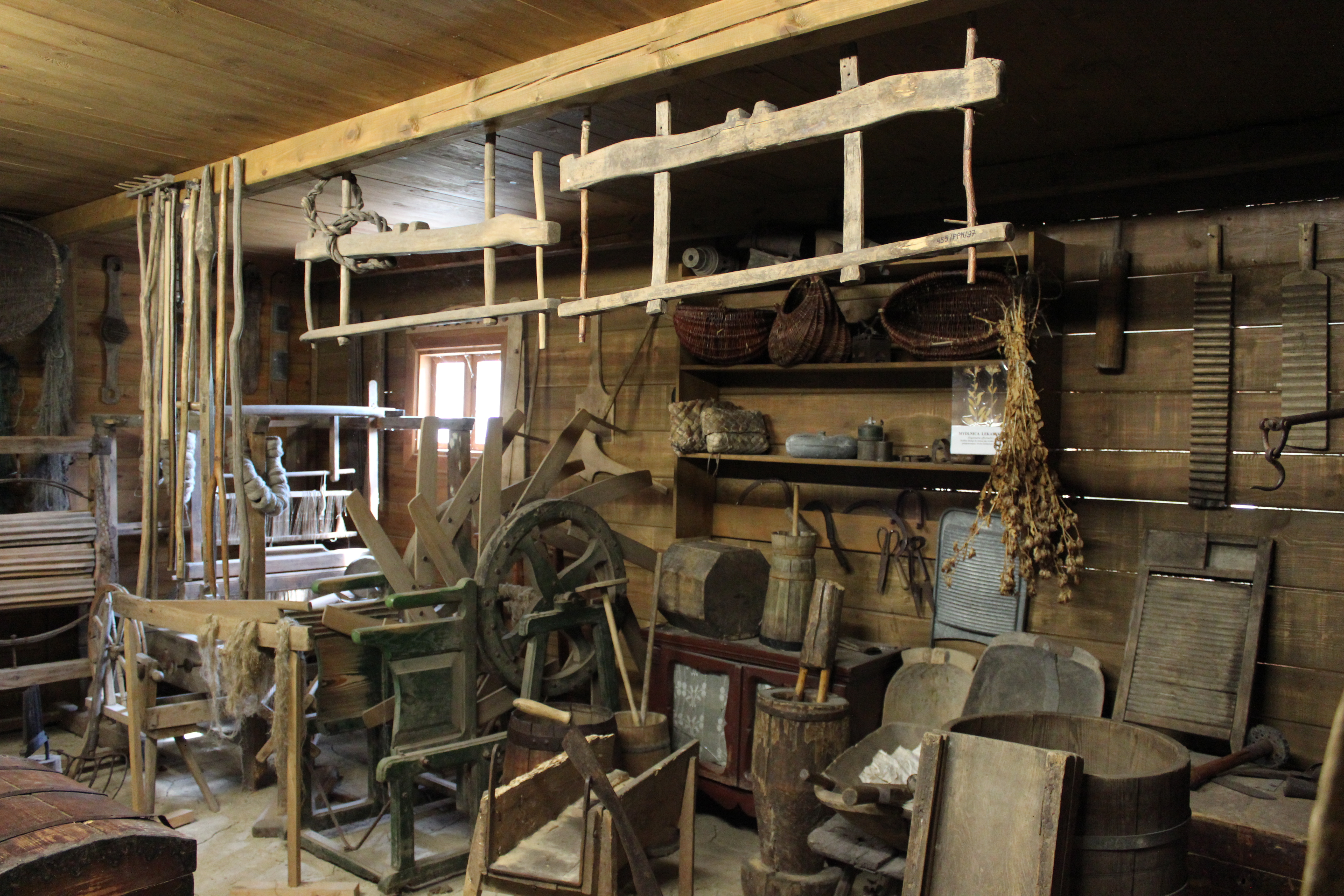
Sala 2 etnograficzna (komora)
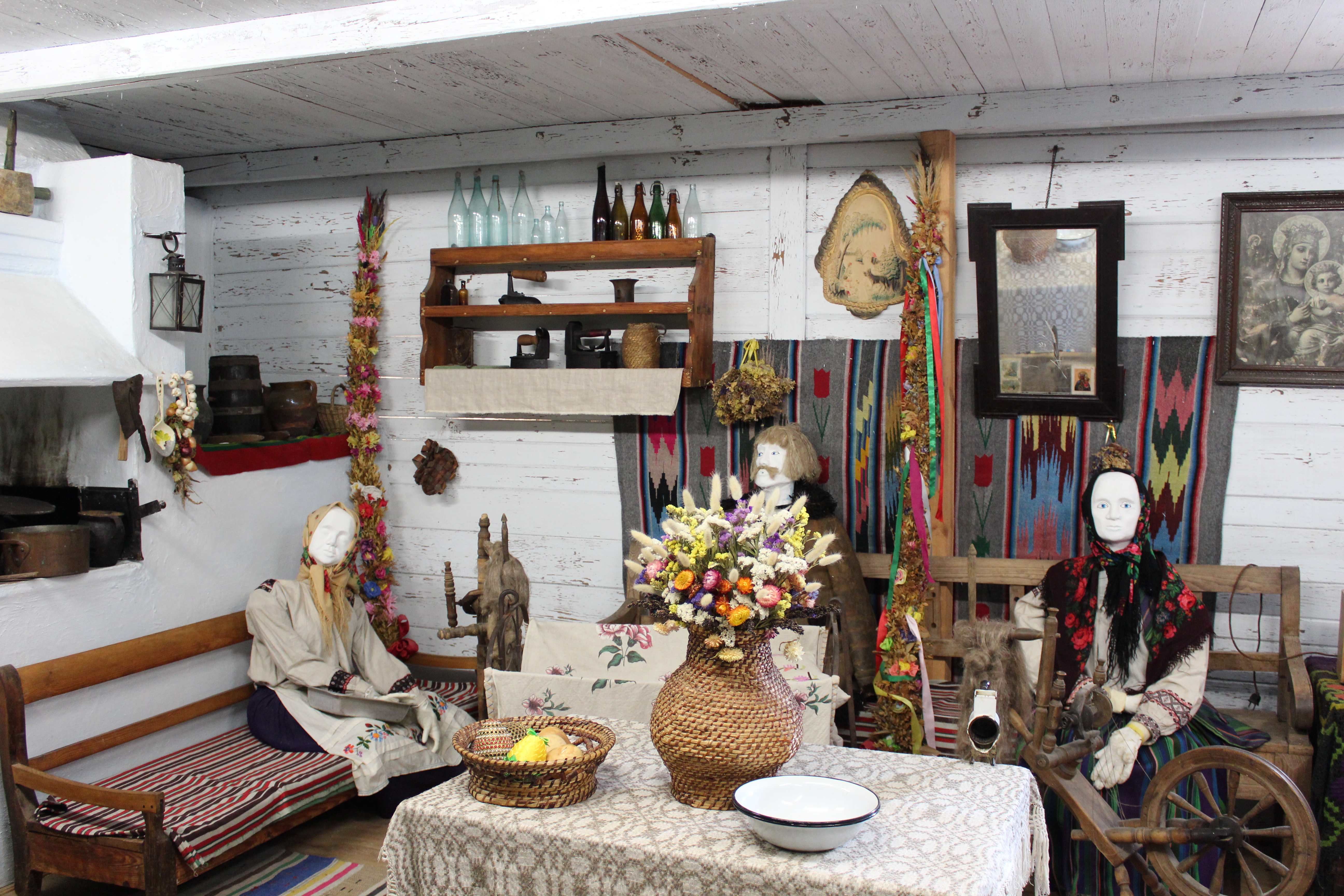
Sala 3 etnograficzna (izba mieszkalna)
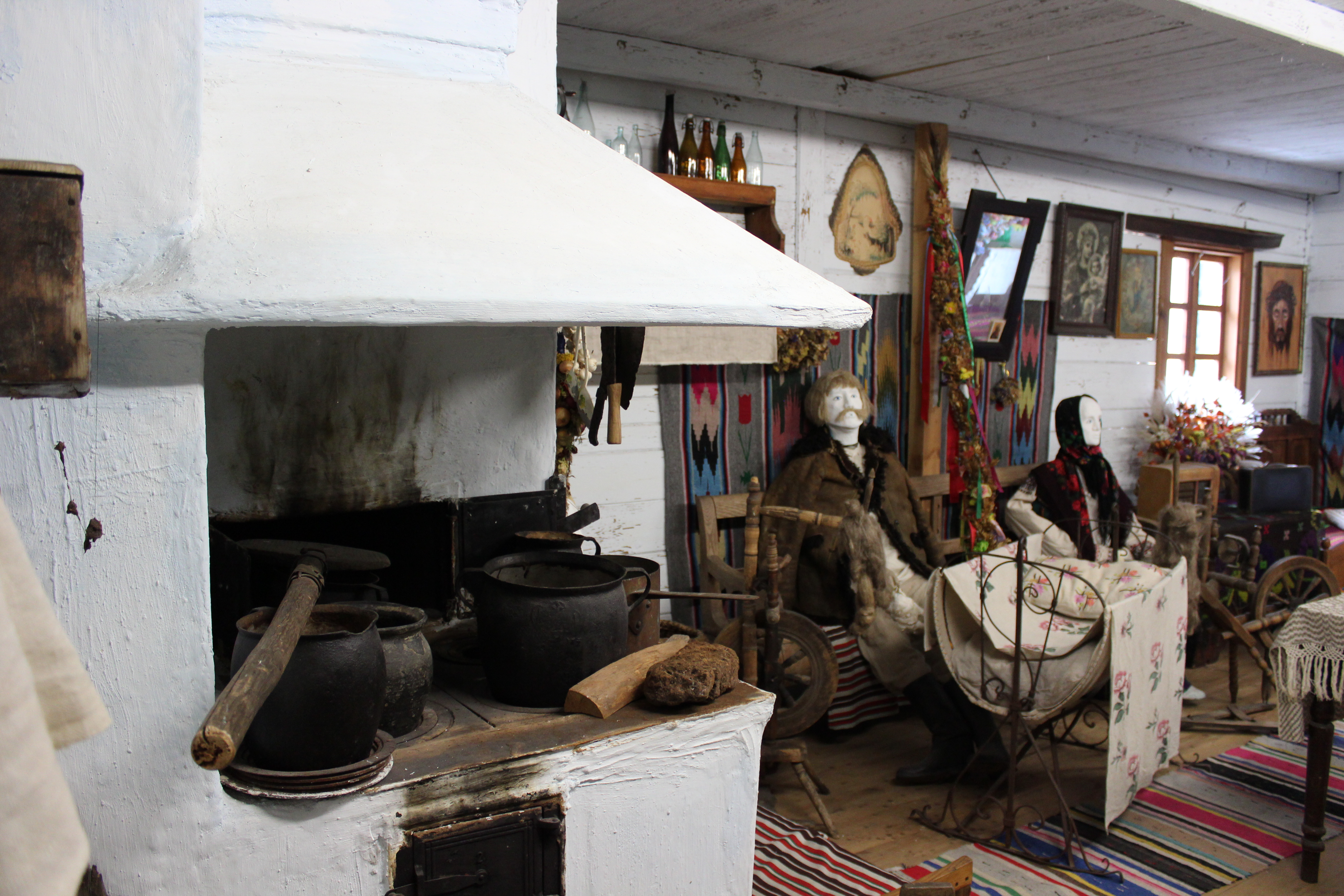
Sala 3 etnograficzna (izba mieszkalna)
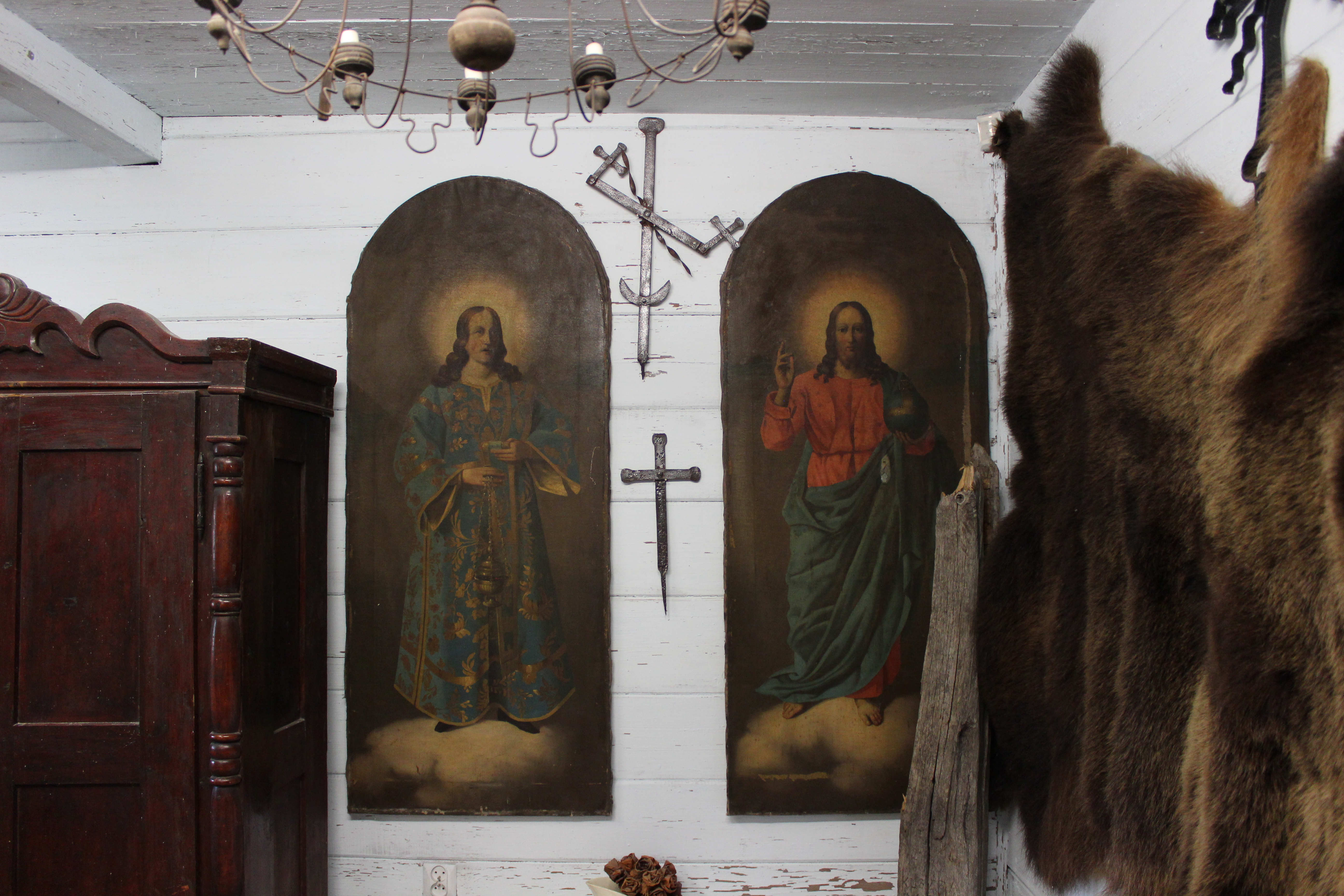
Sala 3 etnograficzna (izba mieszkalna)
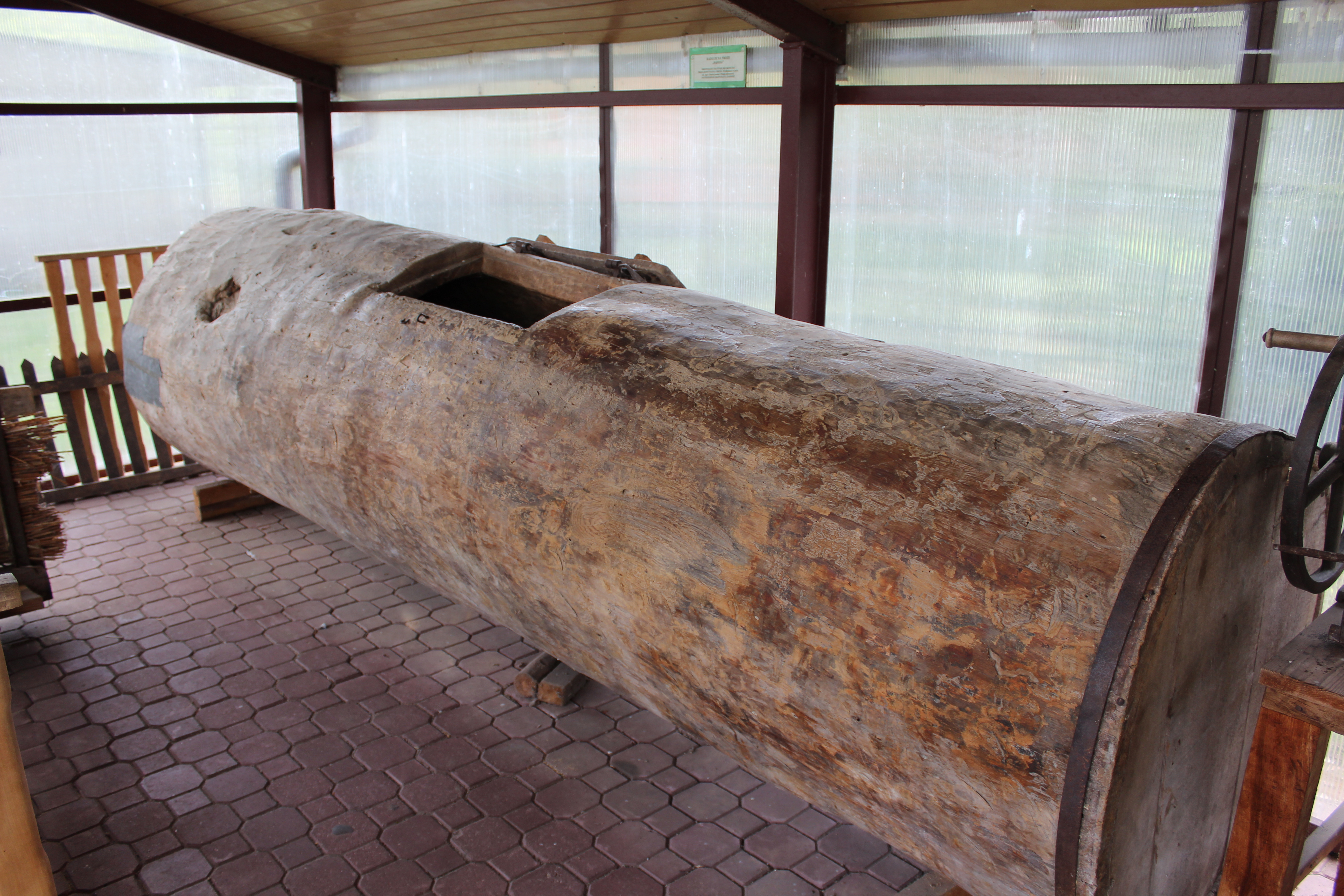
Wiata wystawiennicza (pojemnik na 1,5 tony zboża)
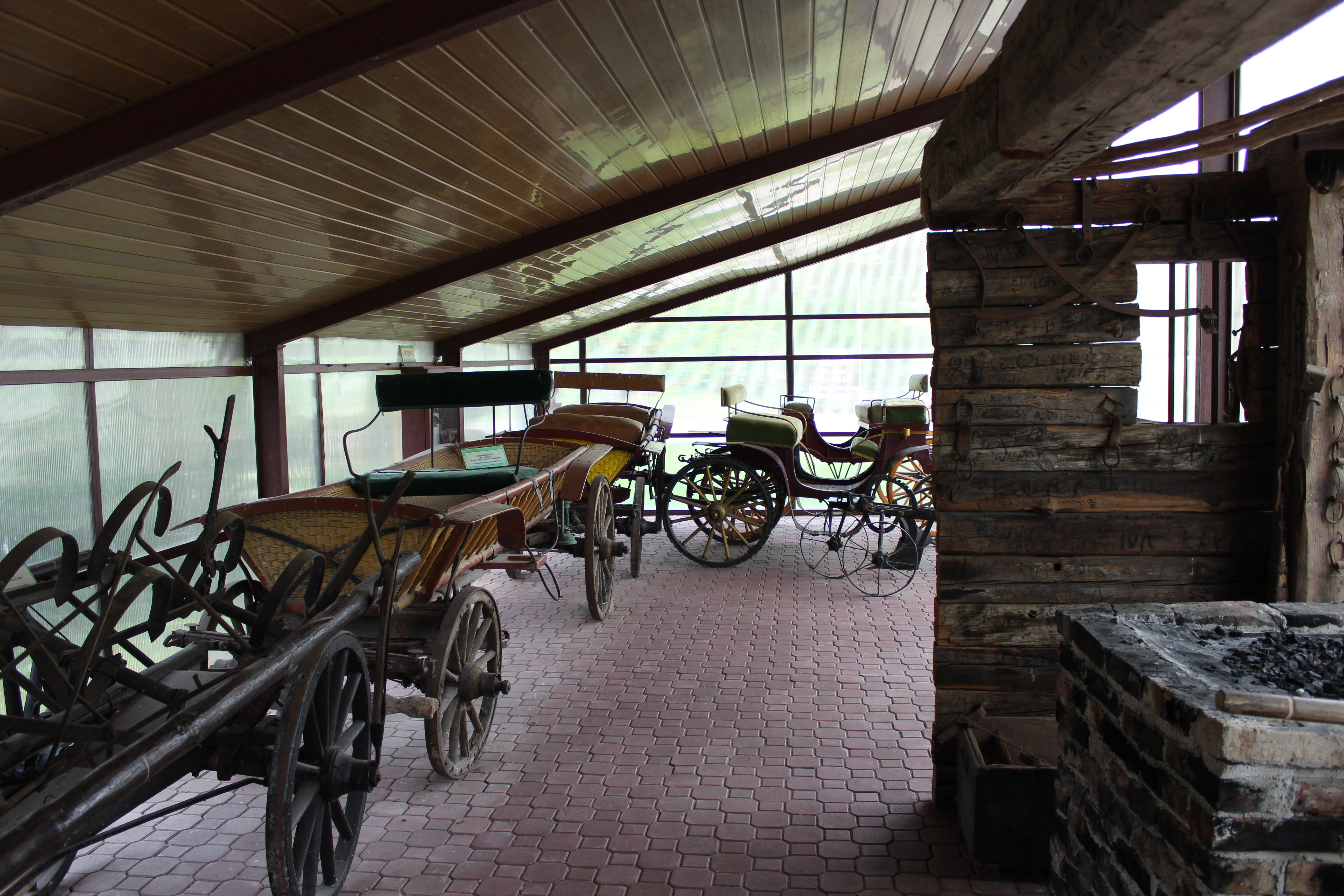
Wiata ekspozycja (środki transportu)

## Ścieżka przyrodnicza „Żółwik”
Na terenie ośrodka znajduje się ścieżka przyrodnicza „Żółwik”, prezentująca wiadomości dotyczące żółwia błotnego, lasu i zwierząt go zamieszkujących.

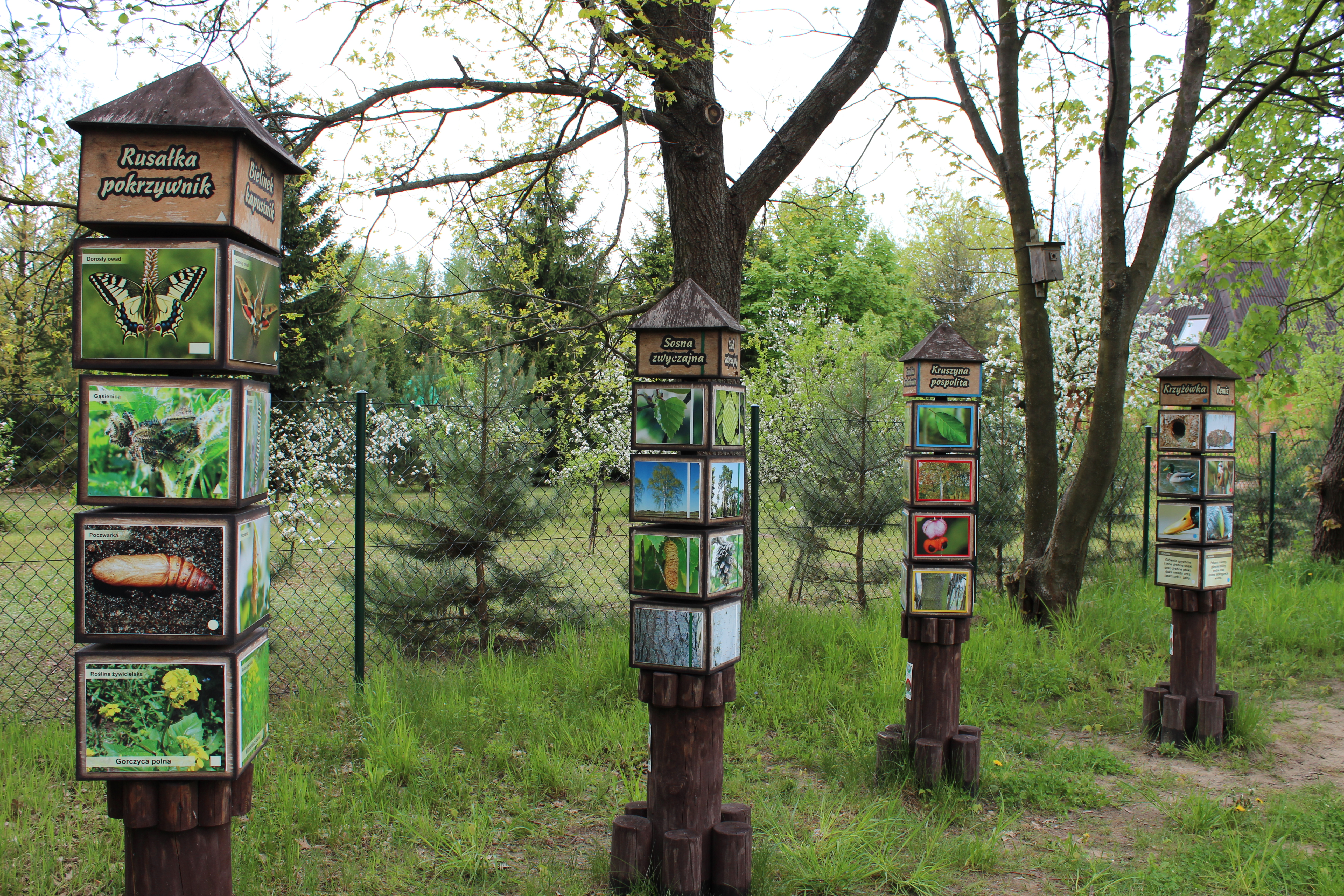
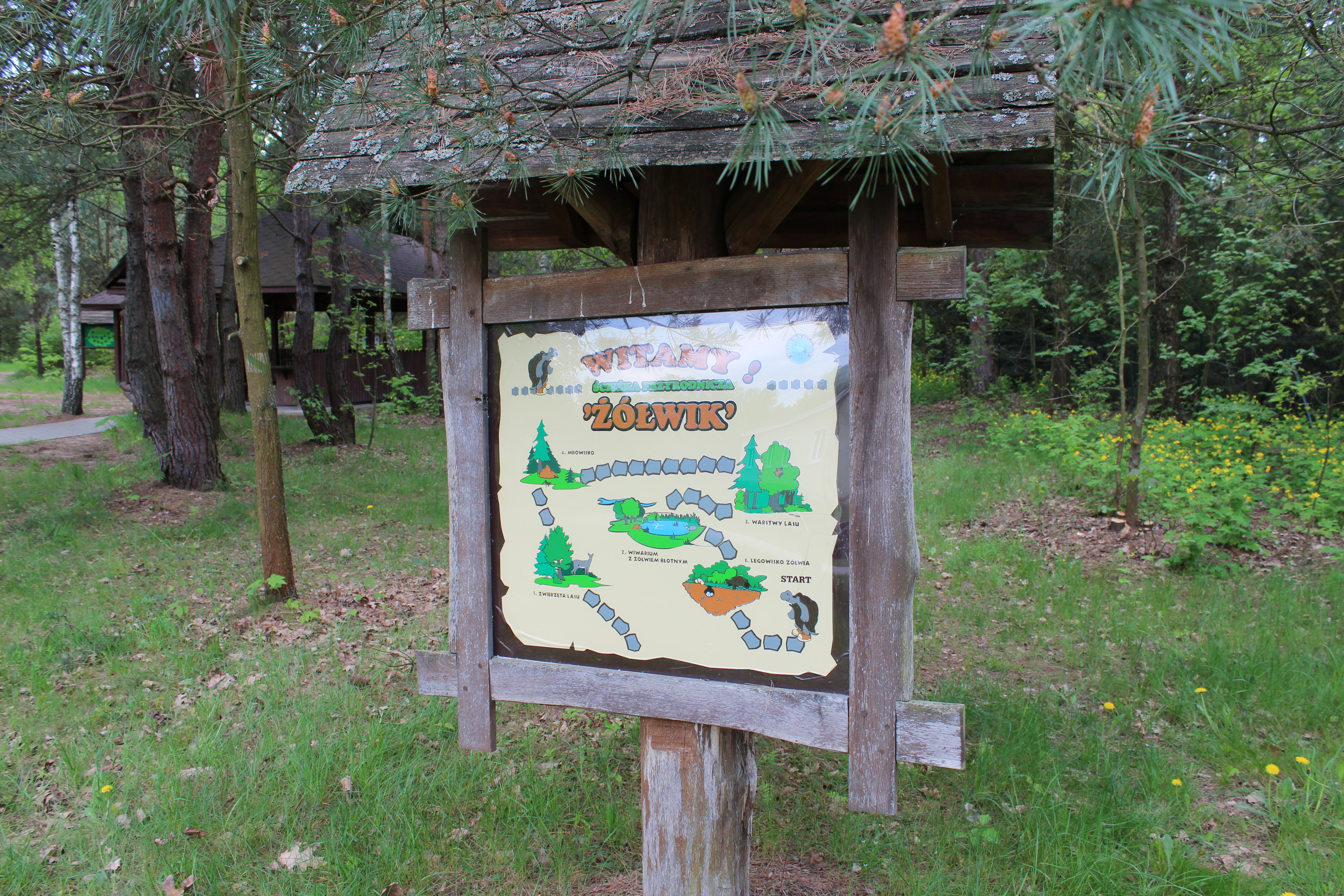
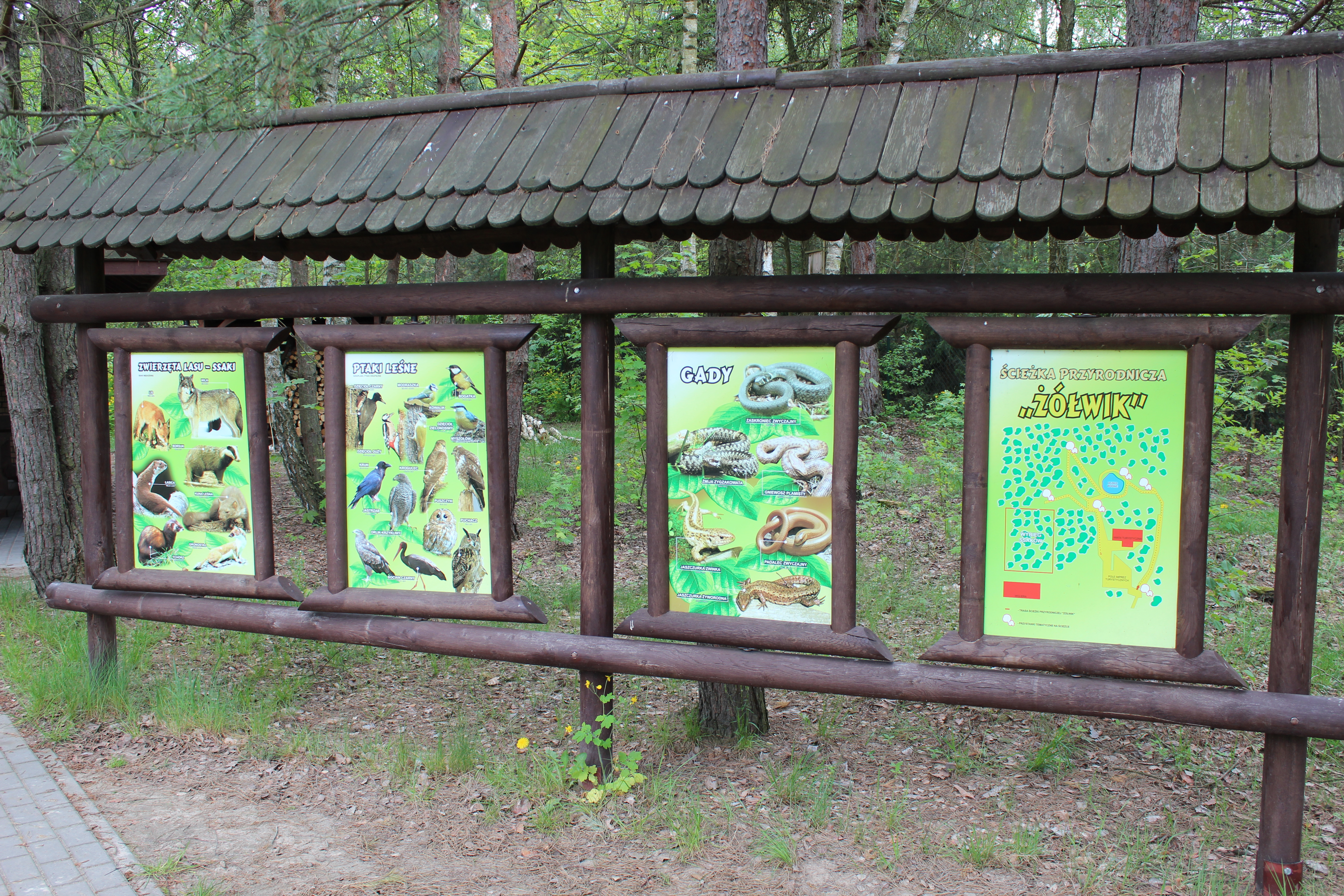
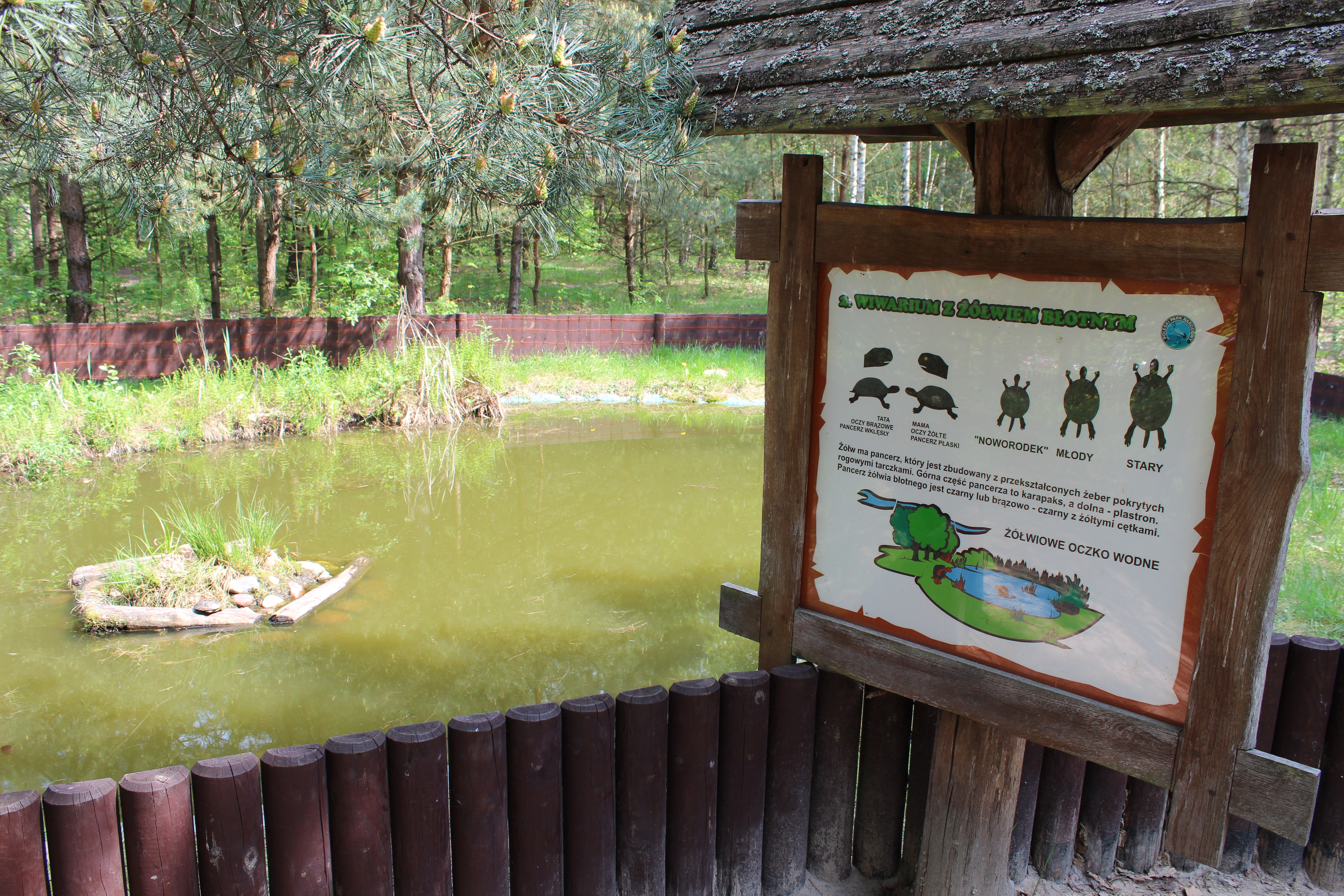
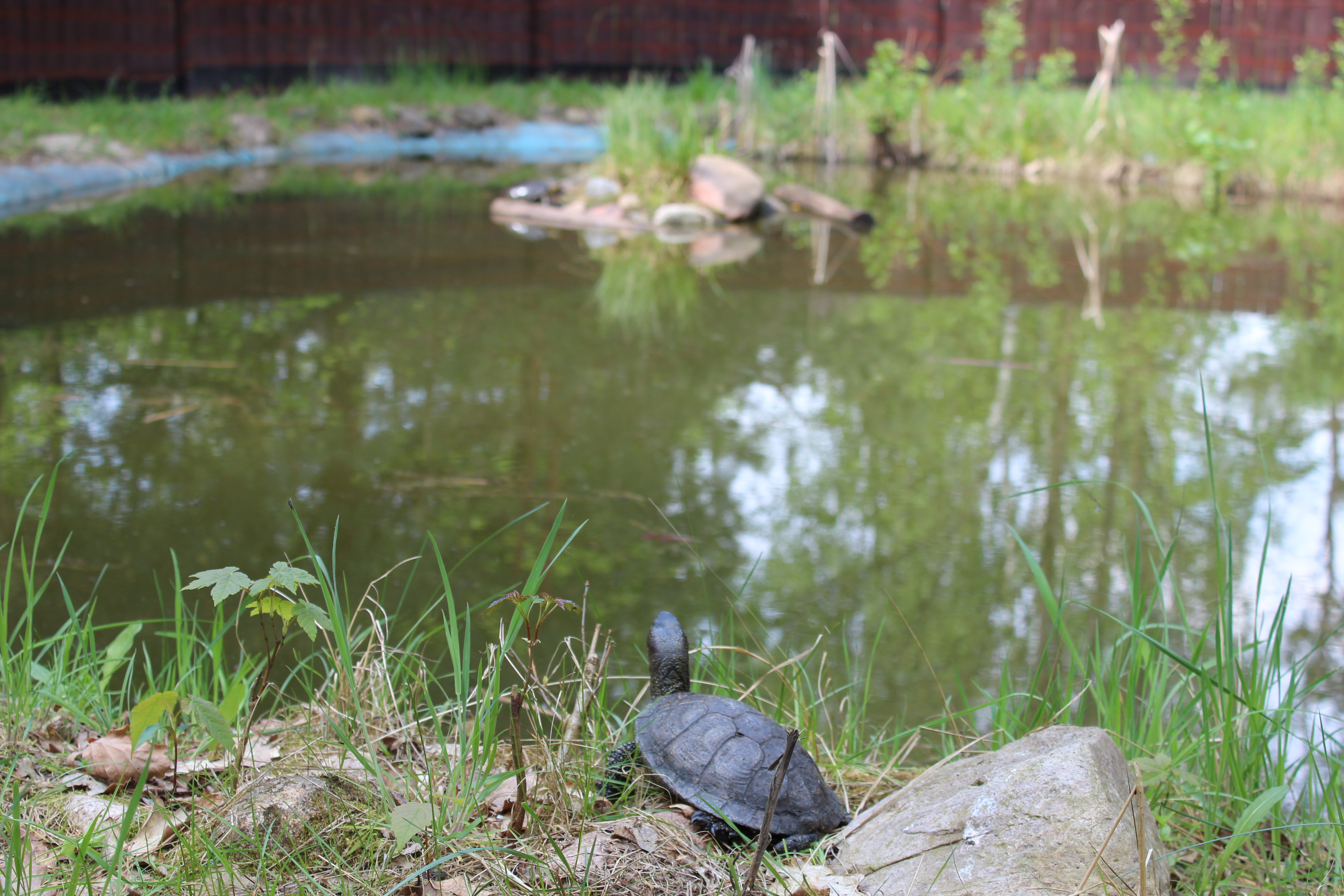
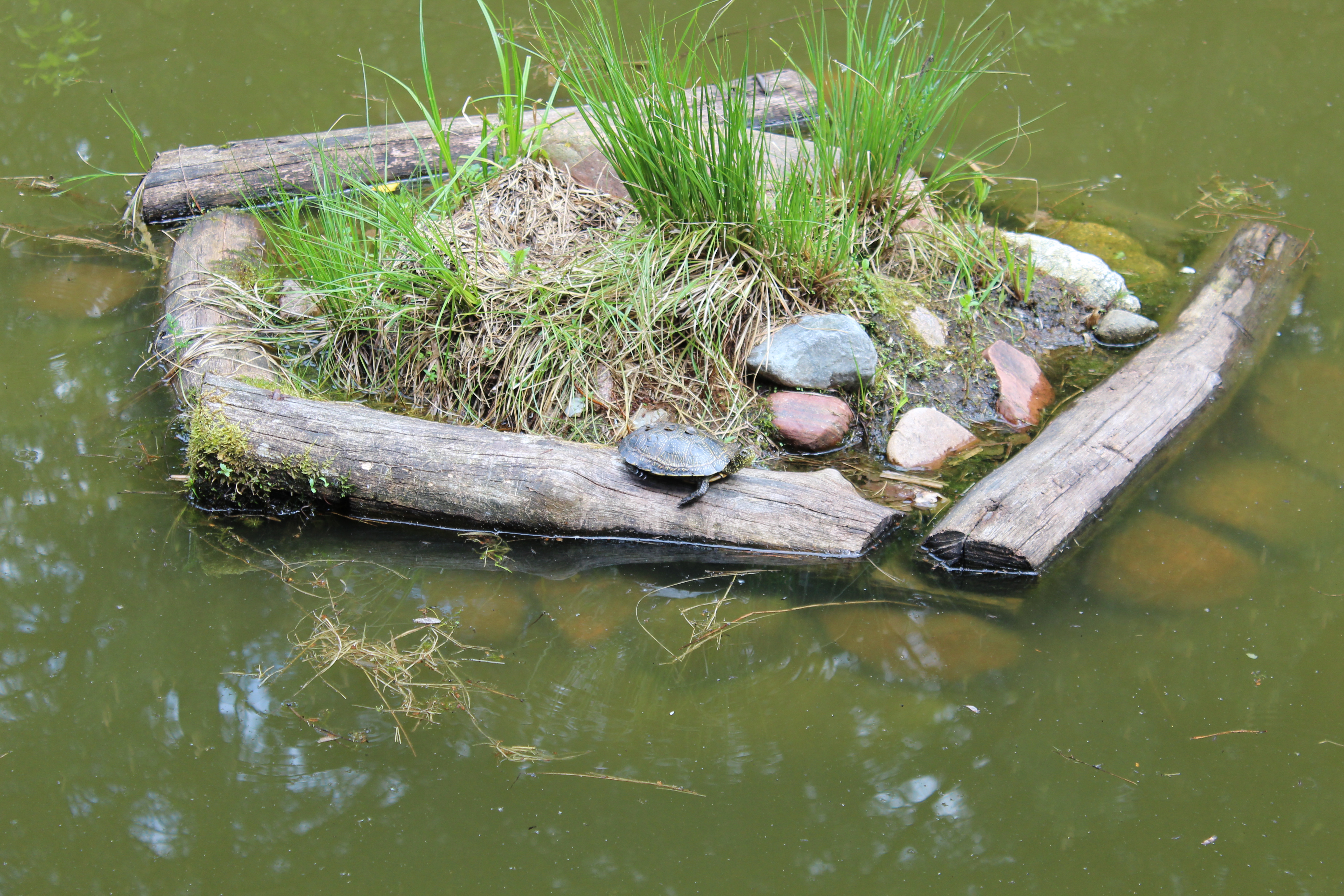
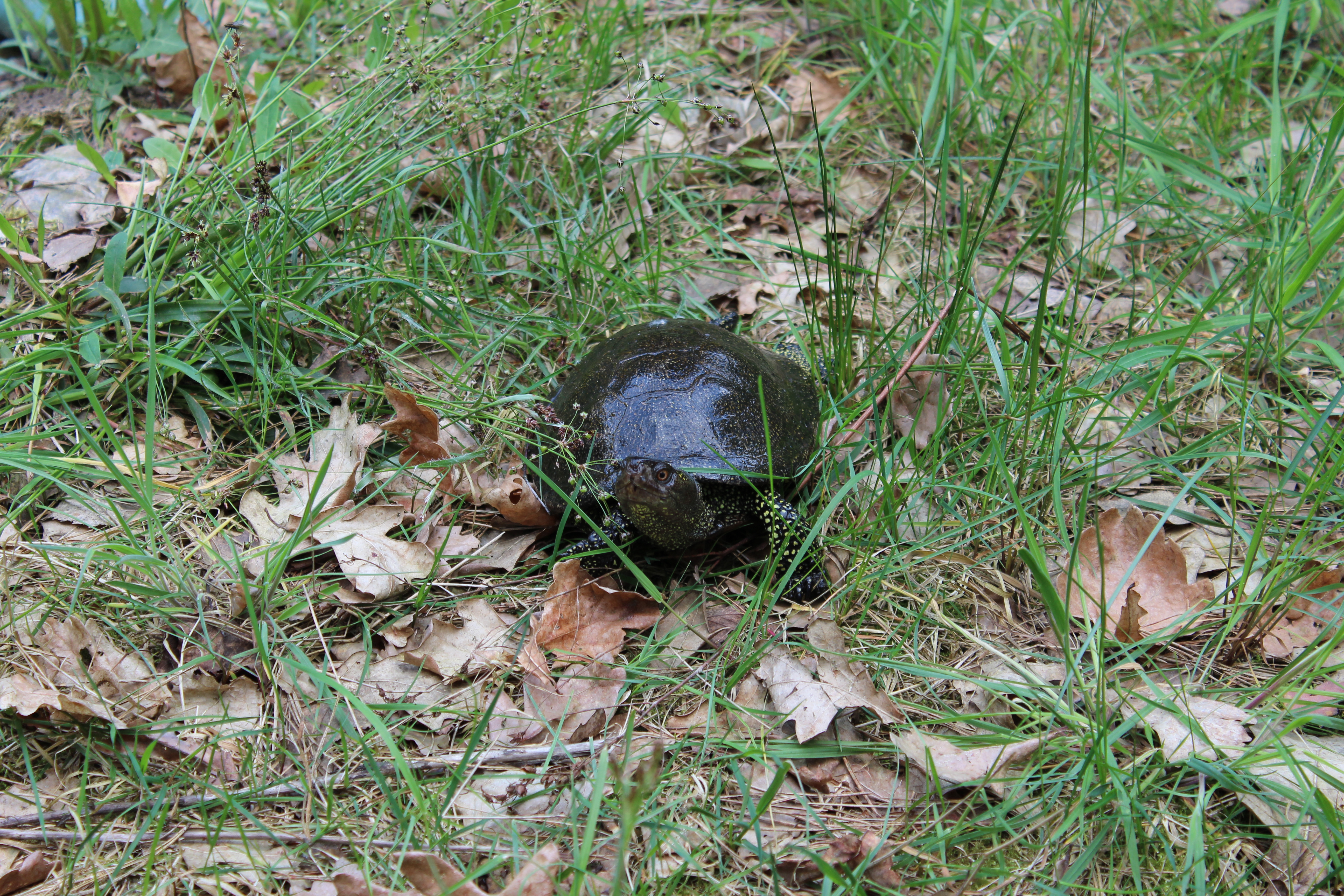
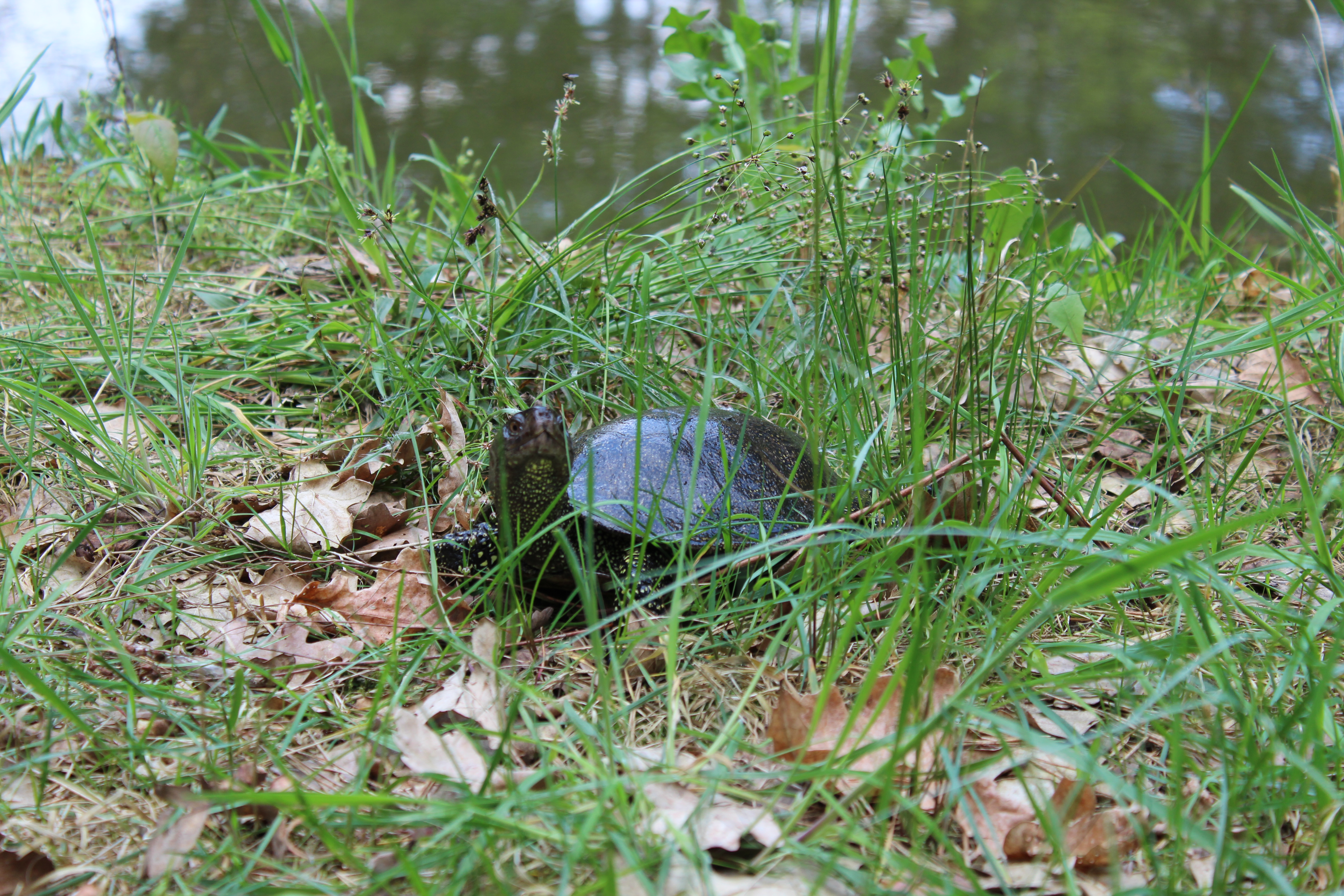